# Еверет (Масачусетс)
Еверет (енгл. Everett) град је у америчкој савезној држави Масачусетс. По попису становништва из 2010. у њему је живело 41.667 становника.

## Демографија
Према попису становништва из 2010. у граду је живело 41.667 становника, што је 3.630 (9,5%) становника више него 2000. године.
| Група             | 2000.          | 2010.          |
| Белци             | 28.587 (75,2%) | 22.316 (53,6%) |
| Афроамериканци    | 2.386 (6,3%)   | 5.962 (14,3%)  |
| Азијати           | 1.236 (3,2%)   | 2.005 (4,8%)   |
| Хиспаноамериканци | 3.617 (9,5%)   | 8.792 (21,1%)  |
| Укупно            | 38.037         | 41.667         |